# Néstor Pías
Néstor Fabián Pías Torres (Montevideo, 7 maart 1981) is een Uruguayaans wielrenner. In zowel 2014 als 2015 werd hij nationaal kampioen tijdrijden.

## Overwinningen
2004
3e etappe Ronde van Uruguay
2011
2e etappe Rutas de América
2014
 Uruguayaans kampioen tijdrijden, Elite
2015
 Uruguayaans kampioen op de weg, Elite
Eindklassement Rutas de América
2016
3e etappe deel A (ploegentijdrit) en 7e etappe Ronde van Uruguay
Eindklassement Ronde van Uruguay